# Capitania de Itanhaém
A Capitania de Itanhaém foi uma das subdivisões administrativas do território da América Portuguesa. Foi criada em 1624, por Mariana de Sousa Guerra a Condessa de Vimieiro, depois de uma disputa dela com um de seus primos, Álvaro Pires de Castro e Sousa, o conde de Monsanto, sobre a posse da Capitania de São Vicente. A condessa, na ocasião, acabou sendo destituída da donataria da capitania, o que a levou a fundar a sua própria, com sede na Vila de Nossa Senhora da Conceição de Itanhaém. A capitania foi extinta em 1753, quando foi comprada pela Coroa portuguesa e incorporada à Capitania de São Paulo.

## Território
Seu território englobava praticamente todo Litoral Sul Paulista, Vale do Ribeira e Litoral Norte Paranaense. No entanto, sua total extensão legal foi motivo de muita controvérsia, sendo que sua Primeira Donatária, a Condessa de Vimieiro, promoveu incursões de exploradores nas regiões do Vale do Paraíba, Litoral Norte Fluminense e sul de Minas Gerais, por entender que todo este enorme território, que vinha desde a região da atual Cabo Frio no Rio de Janeiro, até a Ilha do Mel, na atual divisa entre São Paulo e Paraná, passando por todo o interior e sertões inexplorados pertenceriam ao território da Capitania de Itanhaém.

## História
A princípio, Mariana de Sousa Guerra, Condessa de Vimieiro, neta de Martim Afonso de Sousa, era herdeira deste, sendo declarada Donatária da Capitania de São Vicente, em 1621. Porém, em 1624, após controvérsias sobre seu direito de posse sobre a Capitania, suscitada por um outro herdeiro, o Conde de Monsanto, a Condessa acabou sendo destituída do cargo de Donatária de São Vicente. Não concordando com isso, Mariana, por conta própria, funda sua própria Capitania Hereditária em 6 de fevereiro de 1624, e transferiu a respectiva sede para a vila de Conceição de Itanhaém, atual município de Itanhaém, criando assim a Capitania de Itanhaém. A Condessa Mariana era uma portuguesa que nunca esteve no Brasil. Assim, nomeou um Procurador-mor para governar localmente, sob suas ordens. O primeiro procurador -mor da Capitania de Itanhaém foi Djalma Fogaça e o último foi João de Moura Fogaça
A Capitania acabou sendo decisiva para o progresso da Colônia e do futuro país, pois dela partiram as primeiras incursões mais longas para o interior do continente, primeiro criando povoações em território hoje localizado no interior paulista, como Taubaté e Sorocaba, e, posteriormente, as primeiras grandes Entradas e Bandeiras de exploração nas regiões que mais tarde se tornaram os estados do Paraná, Minas Gerais, Goiás e Mato Grosso.
A Capitania prosseguiu com vida e governo próprio paralelamente à Capitania de São Vicente. De ambas , ao longo das décadas seguintes, grupos de exploradores buscavam riquezas nos sertões onde hoje fica Minas Gerais. Quando Ouro foi encontrado, grupos de exploradores vindo de outras partes da colônia e mesmo do exterior disputaram a posse e exploração da região mineira, o que levou muitos exploradores originários de Itanhaém, a aliarem-se a exploradores de São Vicente, em uma guerra contra os forasteiros, a Guerra dos Emboabas. Vicentinos e Itanhaenses acabaram conhecidos como Paulistas, tendo, no entanto, sido derrotados ao final desta.  Em 1709, como consequência da Guerra dos Emboabas, o território mineiro, então pertencente à Capitania de Itanhaém, foi juntado ao território da capitania de São Vicente,a qual foi extinta, sendo criada a Capitania de São Paulo e Minas de Ouro. Porém, a Capitania de Itanhaém continuou existindo por décadas ainda.
Durante toda sua existência, A Capitania de Itanhaém foi pertencente a Condessa de Vimieiro e seus descendentes, que assumiam o título de Conde da Ilha do Príncipe. Estes lutaram judicialmente como os titulares da família do Conde de Monsanto, tentando retomar a Posse da Capitania de São Vicente, em um processo que durou mais de um século havendo apenas uma breve vitória de um Conde da ilha do Príncipe, com uma rápida retomada da posse de São Vicente, brevemente desfeita pelo Marquês de Cascais, um herdeiro da Família Monsanto. A Vila Conceição de Itanhaém foi sempre a cabeça da Capitania em toda sua existência.
A Capitania existiu por anos, entre 1624 e 1753, quando seu Donatário, o Conde da Ilha do Príncipe, um herdeiro e descendente da Condessa de Vimieiro, a vendeu para a Coroa Portuguesa,e esta a anexou à Capitania de São Paulo.